# Rocca dei Rossi (Roccabianca)
La Rocca dei Rossi, nota anche come castello di Roccabianca, è un maniero medievale che sorge in piazza Garibaldi 5 a Roccabianca, in provincia di Parma.

## Storia
Il primo castello a difesa del territorio ove oggi sorge il paese di Roccabianca fu innalzato nel XII secolo, ma non nell'attuale posizione, bensì nei pressi dell'odierna frazione di Fossa; la località, allora detta Rezinoldo o Arzenoldo, apparteneva nel 1189 a Oberto Pallavicino, che fu investito del feudo dall'imperatore del Sacro Romano Impero Federico Barbarossa. La zona, tuttavia, era contesa anche dalla famiglia dei Rossi, signori di San Secondo, che nel 1413 furono insigniti del castello di Rezinoldo da parte dell'imperatore Sigismondo di Lussemburgo. Tre anni dopo Antonio Pallavicino riconquistò la fortezza e la fece completamente distruggere.
Per risolvere la decennale contesa fra i Rossi e i Pallavicino, nel 1449 il duca di Milano Francesco Sforza insignì ufficialmente del feudo i primi. L'anno successivo Pier Maria II de' Rossi, conte di San Secondo, avviò i lavori di costruzione della nuova imponente fortificazione, che si conclusero intorno al 1465; il castello fu da allora detto di Roccabianca, probabilmente in onore di Bianca Pellegrini, amante del condottiero, che la ricevette in dono nel 1467, anche se alcuni storici ritengono che il nome derivasse dalla colorazione dell'intonaco che rivestiva già allora le facciate.
Verso il 1480 il clima favorevole a Pier Maria Rossi mutò radicalmente, soprattutto in seguito alla presa del potere nel ducato di Milano da parte di Ludovico il Moro, che si alleò coi Pallavicino e i Sanvitale; in vista degli scontri, il conte fortificò tutti i suoi numerosi castelli, ma l'intervento non fu sufficiente; nel 1482 durante la cosiddetta guerra dei Rossi anche la rocca di Roccabianca fu attaccata e capitolò senza patire grossi danni il 25 luglio dello stesso anno; Ludovico il Moro assegnò successivamente il feudo confiscato al marchese Gianfrancesco I Pallavicino.
Nei decenni successivi il castello subì vari attacchi; in particolare Troilo I de' Rossi e i suoi discendenti cercarono invano di rientrare in possesso della rocca appartenuta al nonno, nel frattempo caduta nelle mani dei conti Rangoni nel 1524, che la mantennero quasi ininterrottamente fino al 1762; nel 1785 la Camera ducale di Parma la riassegnò ai Pallavicino, ma già nel 1832 la duchessa Maria Luigia ne richiese la restituzione, concedendone l'usufrutto ad un ramo dell'illustre casata.
Nel 1901 il maniero fu acquistato dalla famiglia bresciana dei Facchi, che nel 1968 lo rivendette completamente spoglio di arredi al cavalier Mario Scaltriti, il quale ne destinò gli ambienti all'invecchiamento dei distillati prodotti nella vicina azienda in suo possesso; accortosi in seguito dei notevoli affreschi nascosti sotto le mani di pittura aggiunte nei secoli, il nuovo proprietario ne avviò il recupero ed il restauro conservativo; eliminò le botti dalle sale principali e nel 2003 decise di aprire il castello al pubblico.

## Descrizione

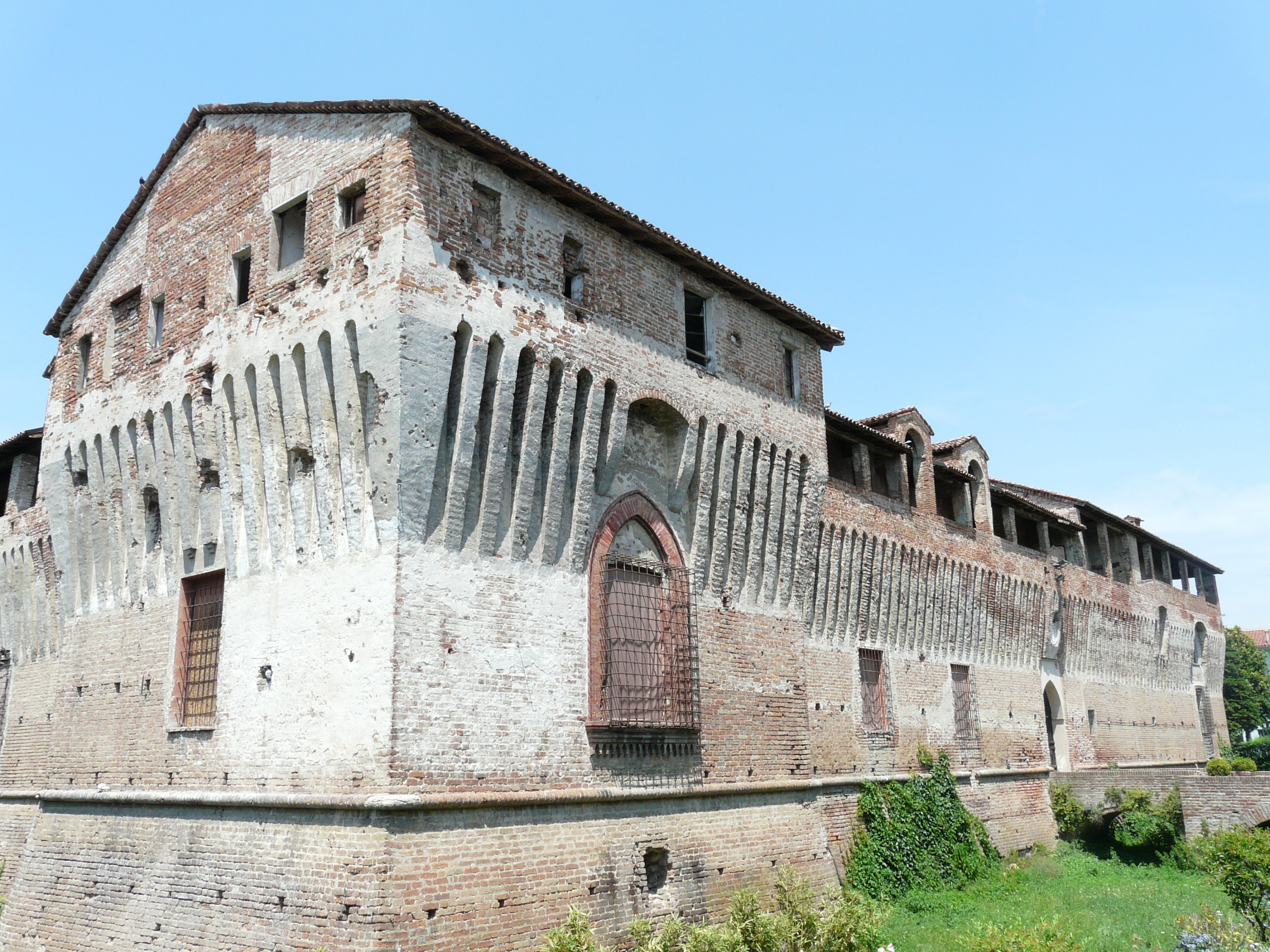
Facciata principale

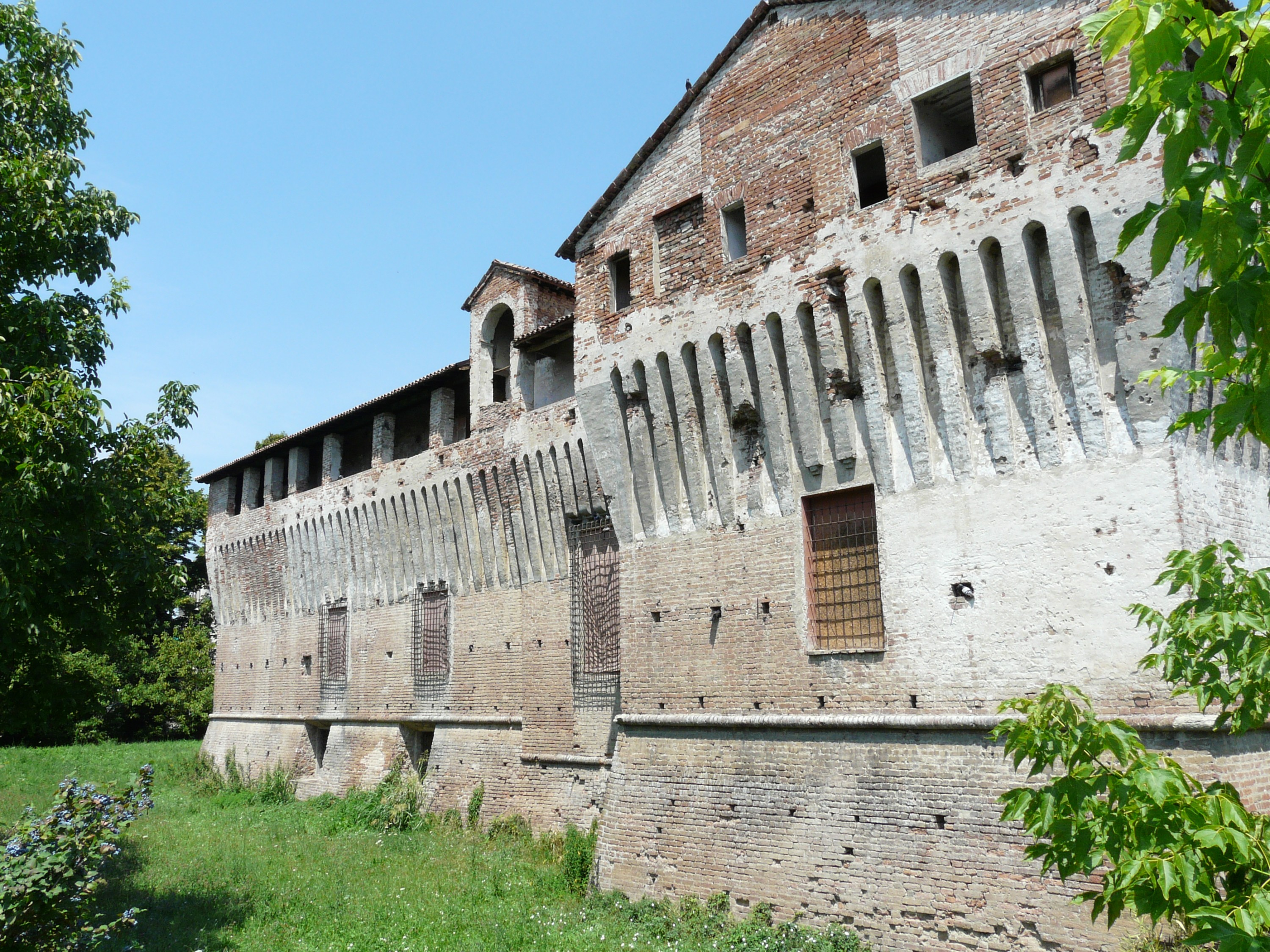
Lato sud-ovest

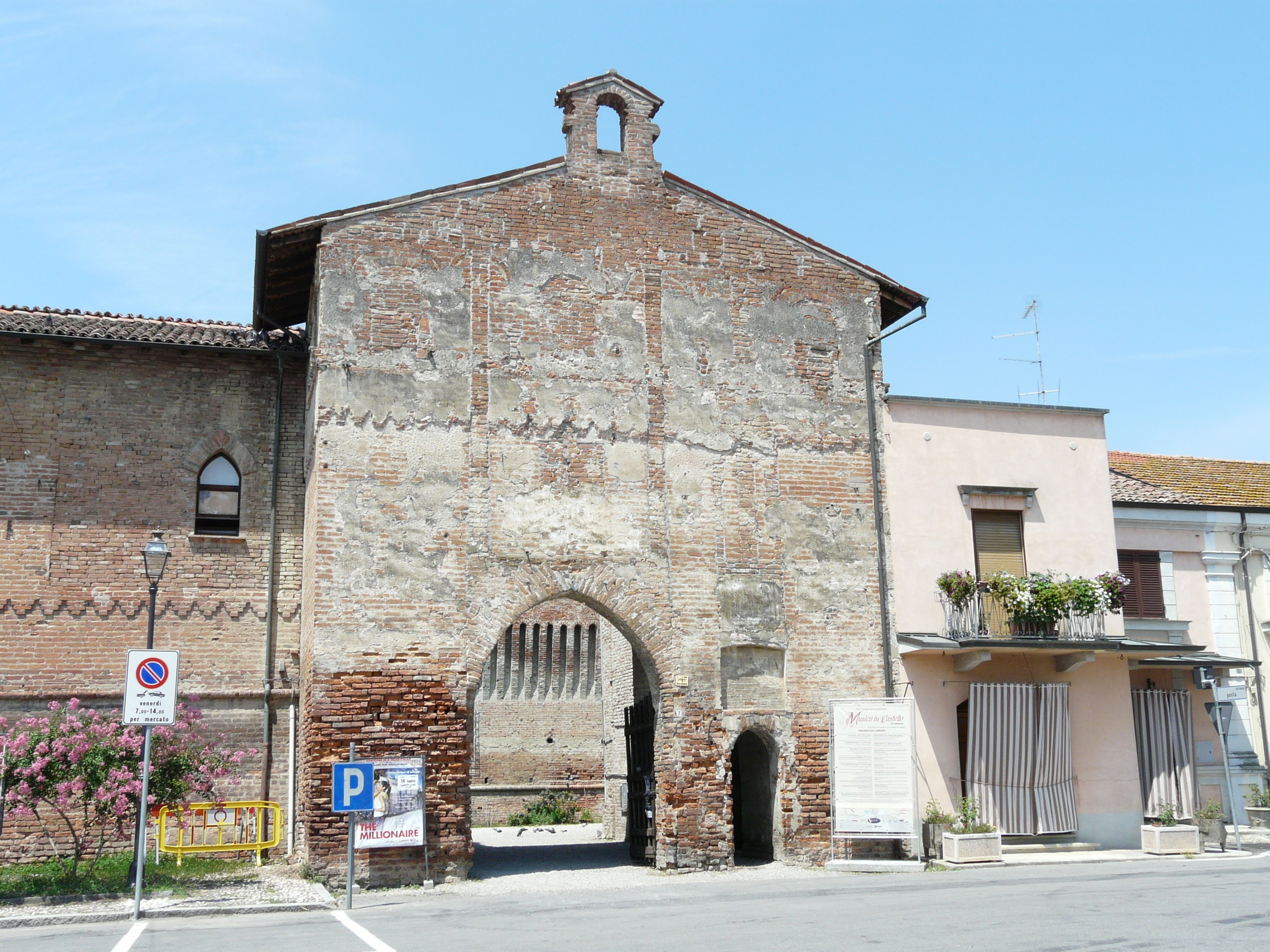
L'antico rivellino a presidio dell'ingresso esterno

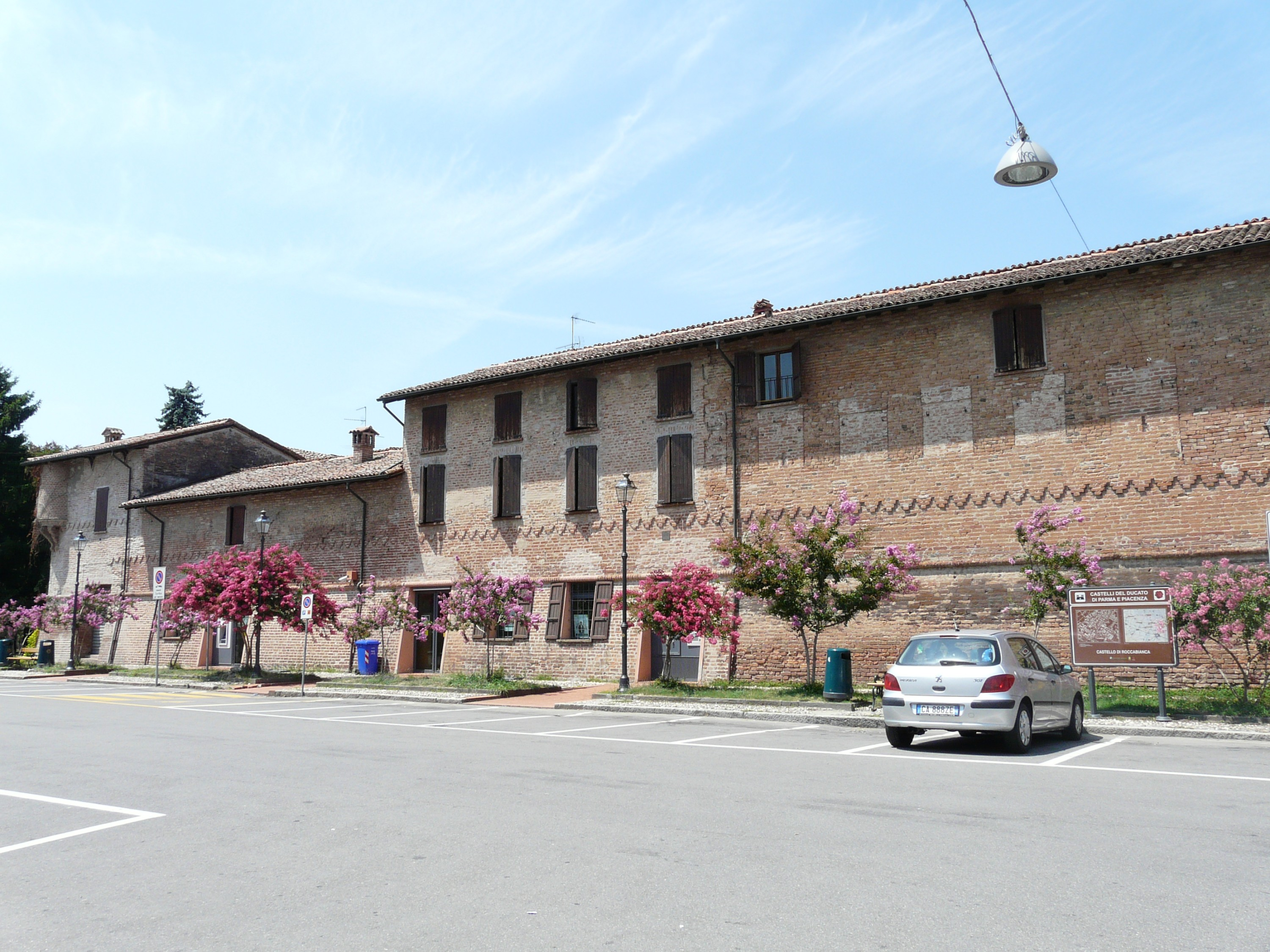
I resti delle mura esterne

Il castello, frutto nei secoli di ampliamenti e modifiche, si sviluppa su una pianta rettangolare, attorno ad un ampio cortile centrale, dominato dalla possente mole del mastio; completamente circondato da un fossato, presenta due imponenti torri angolari, che aggettano in corrispondenza dei due spigoli nord e sud.
Sulla fronte sud-orientale la rocca è preceduta dai resti dell'antica cinta muraria esterna in laterizio con base a scarpa, ancora perfettamente distinguibile in tutta la porzione meridionale seppur inglobata all'interno delle abitazioni private aggiunte nei secoli; si conserva tuttora integro il motivo decorativo in mattoni che corre lungo lo sviluppo delle pareti più esterne, mentre i merli che in origine le coronavano sono solo parzialmente visibili all'interno della muratura del tratto intermedio; al centro emerge ancora l'antico rivellino, innalzato a protezione dell'ampio ingresso ad arco a sesto acuto. All'esterno in origine si trovava il secondo fossato, chiuso nel 1890.
Le facciate in laterizio della rocca, parzialmente intonacate nel colore bianco, mostrano con evidenza il forte carattere difensivo della struttura dalla base a scarpa, ricchissima di beccatelli con caditoie; un loggiato si apre in sommità sia sulla fronte principale che sui lati, mentre al centro del prospetto anteriore è posizionato il portale d'accesso ad arco a sesto acuto, sormontato da un medaglione in marmo bianco che raffigura lo stemma Rangoni-Pallavicino. Lo precede oggi un ponticello in laterizio che sostituisce il ponte levatoio, la cui antica esistenza è tradita dalla presenza delle due alte fessure che ne ospitavano i bolzoni.

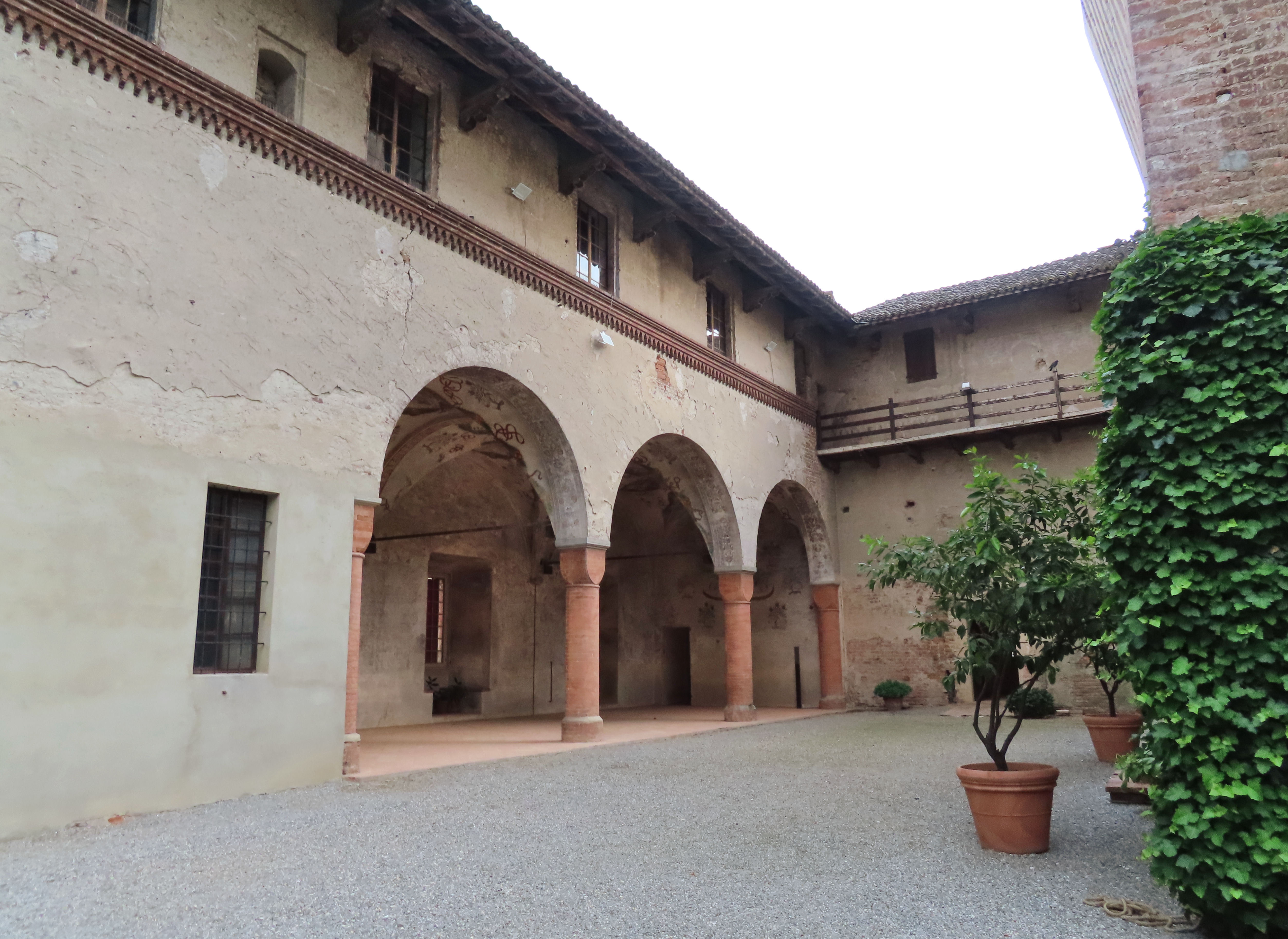
Lati sud-ovest e sud-est del cortile interno

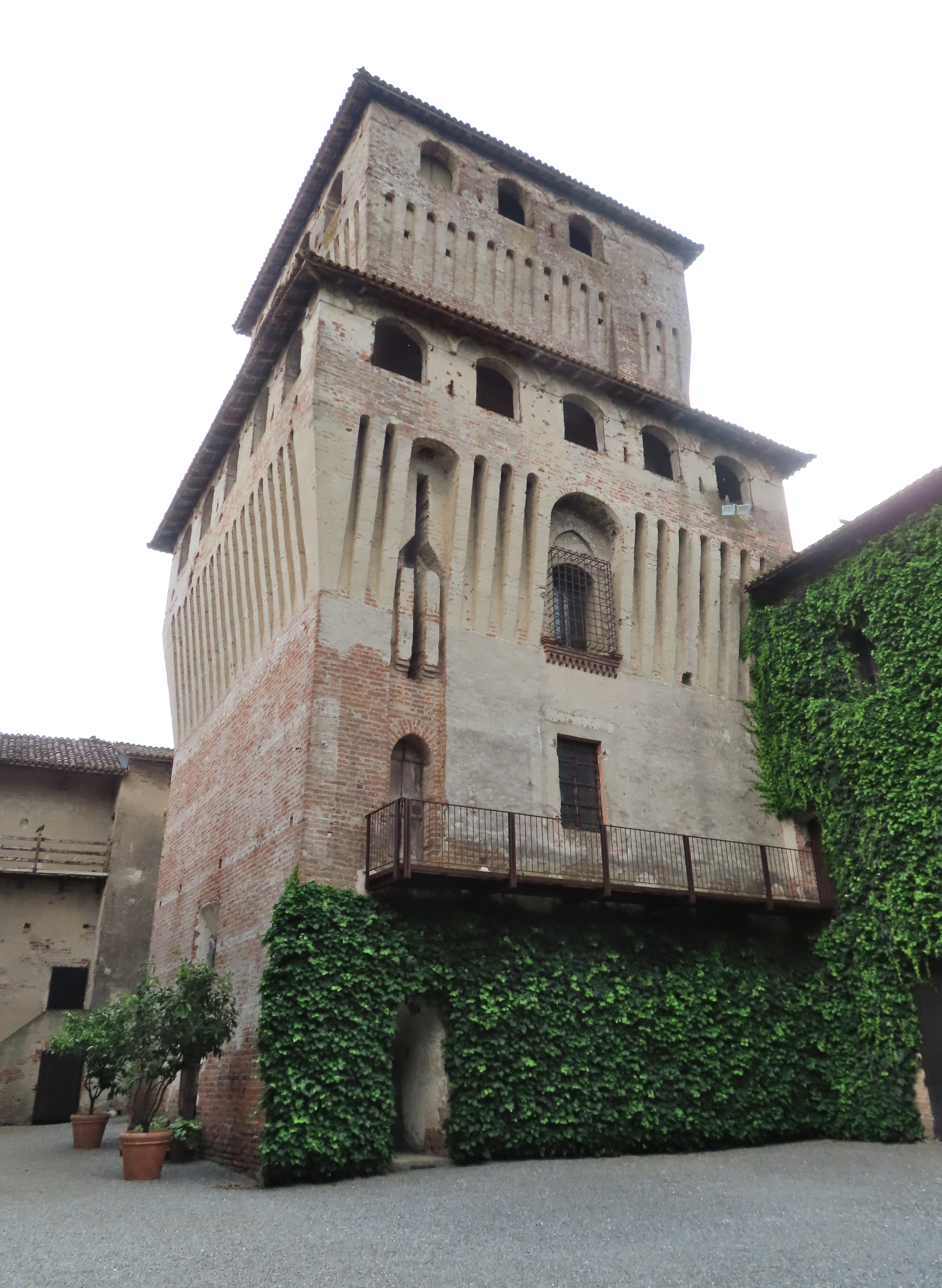
Mastio

All'interno del cortile, sul lato opposto all'ingresso si innalza in posizione decentrata il massiccio mastio su due livelli, dalla cui sommità si domina l'intera pianura circostante. L'ampia corte, oggi quasi interamente ricoperta sulle pareti perimetrali da una fitto muro verde di rampicanti, è caratterizzata dalle numerose finestre in ordine sparso che vi si affacciano, aperte in epoche diverse; a coronamento si sviluppa un profondo cornicione in aggetto.

### Portico d'onore

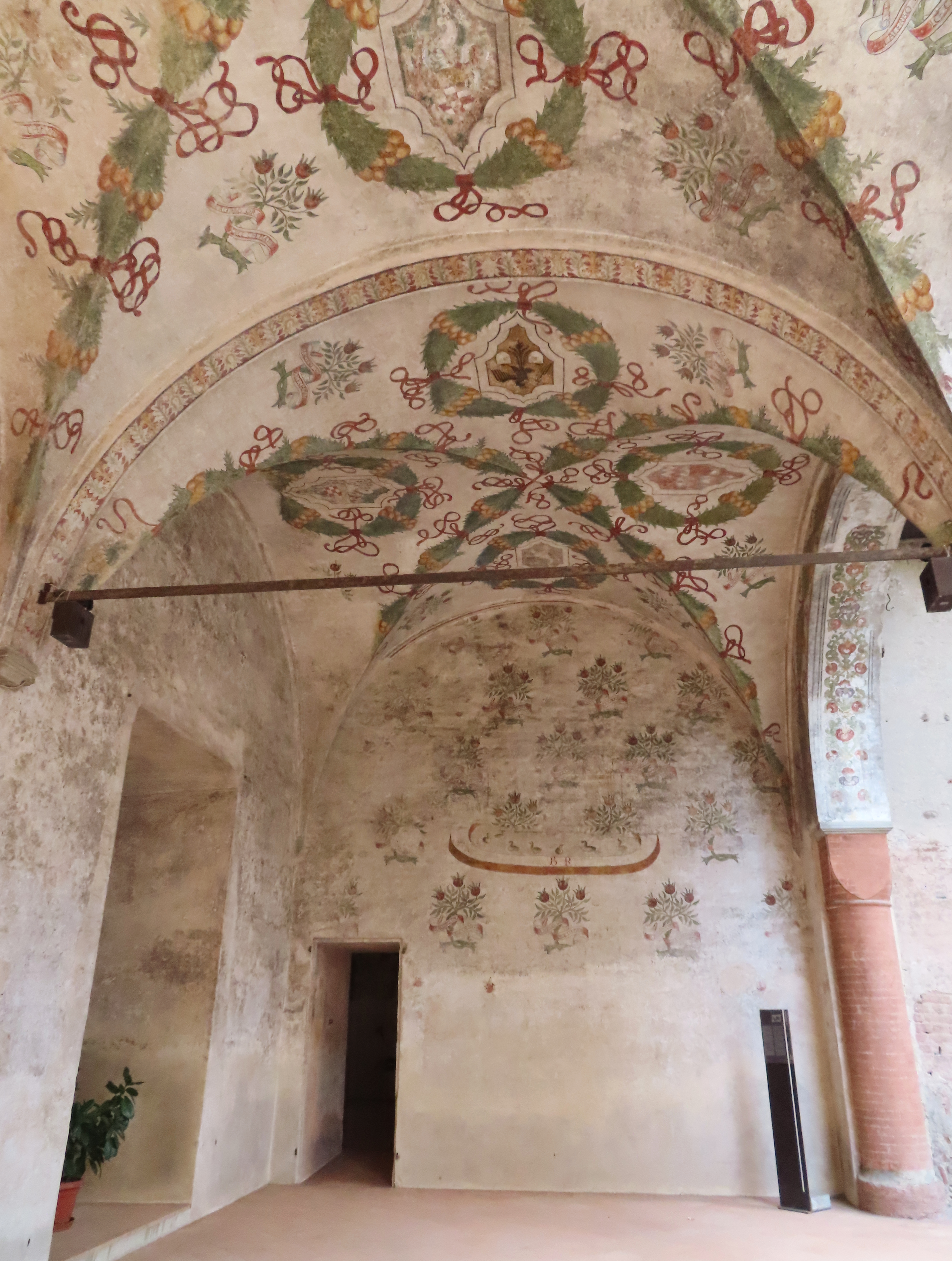
Portico d'onore

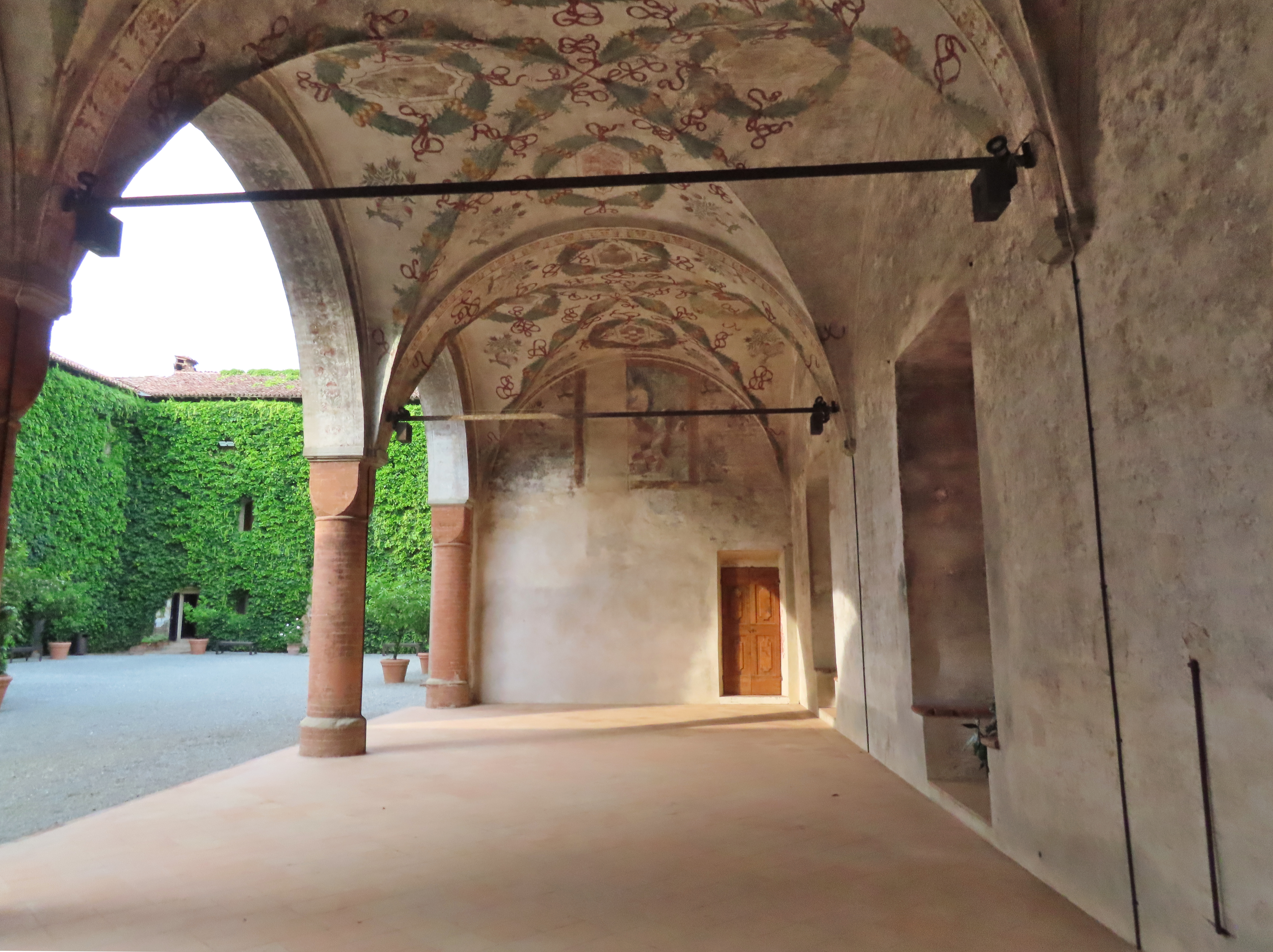
Portico d'onore

Sul lato orientale, si apre sulla corte il portico d'onore, che si innalza su un ampio colonnato in laterizio con capitelli a cubo scantonato, a sostegno di tre ampie arcate a tutto sesto; le pareti e le volte a crociera sono decorate da pregevoli affreschi quattrocenteschi, riscoperti e restaurati nel 2002, raffiguranti stemmi araldici di Pier Maria Rossi e di Bianca Pellegrini, parzialmente nascosti sotto emblemi dei Pallavicino, all'interno di intrecci vegetali, tra cui numerosi nespoli, considerati simboli di fedeltà amorosa, legati da nastri che riportano il motto "Già acerbo, ora dolce che maturo".

### Sale interne

#### Sala di Griselda

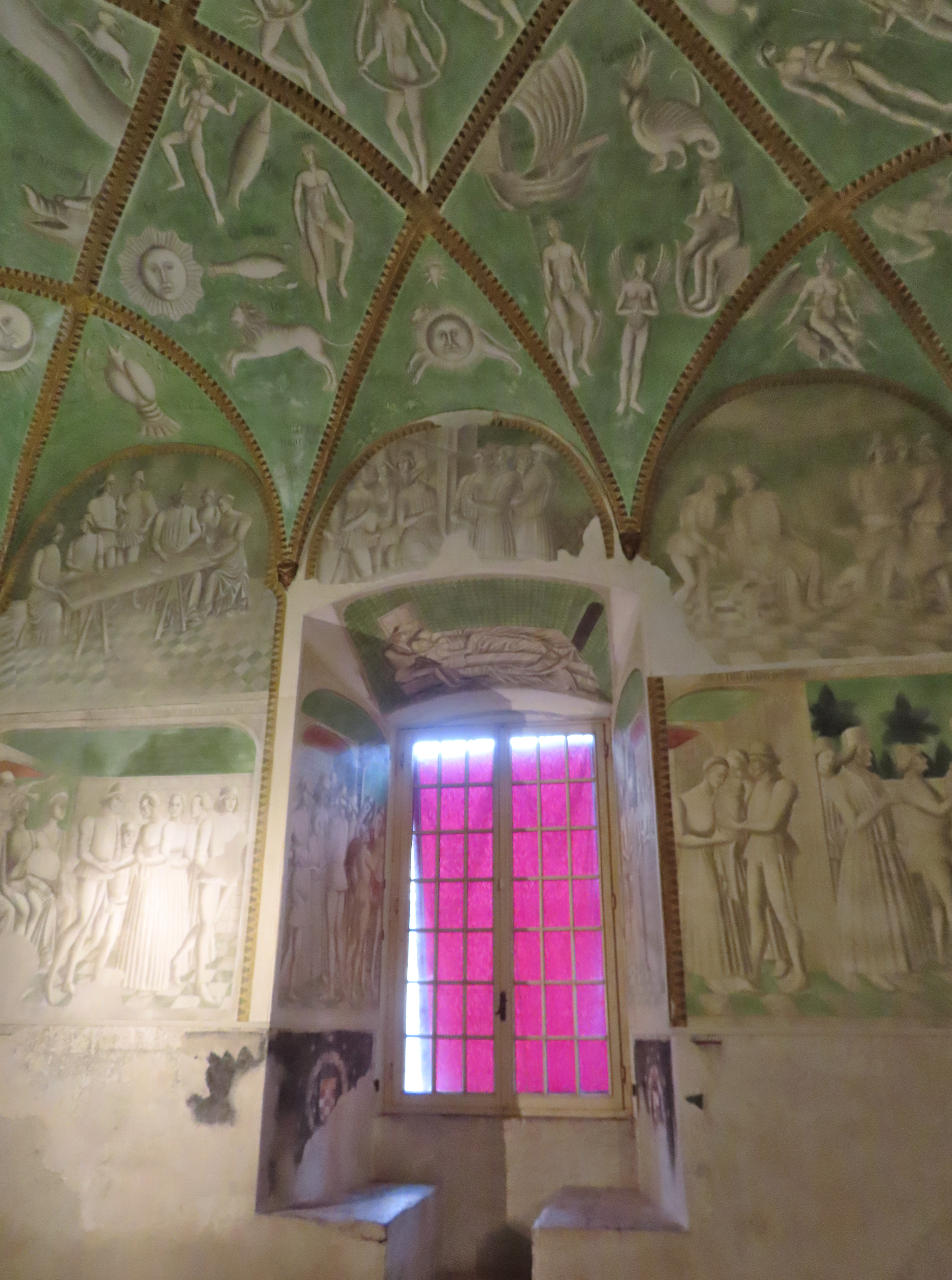
Sala di Griselda

Dal portico si accede alla Sala di Griselda, collocata all'interno della torre sud-est, le cui pareti sono decorate con un ciclo di affreschi incentrato sul tema della centesima novella del Decameron del Boccaccio, che racconta la storia immaginaria di Griselda, modesta contadina che sposò Gualtieri, marchese di Saluzzo, al quale dimostrò sempre lealtà e fedeltà nonostante le dure prove psicologiche cui fu sottoposta; le 24 scene oggi presenti furono realizzate fra il 1997 e il 1999 dal pittore fidentino Gabriele Calzetti, su copia esatta delle pitture originali, che, realizzate all'epoca di costruzione del castello forse da Nicolò da Varallo (o, secondo altre interpretazioni, da Francesco Tacconi), furono rimosse nel 1897 e trasferite nel Castello Sforzesco di Milano, ove tuttora si trovano.
La stessa sorte toccò agli affreschi che decorano la volta lunettata che ricopre la sala, raffiguranti un ciclo astrologico, che secondo alcune interpretazioni rappresenterebbe l'oroscopo di Pier Maria Rossi, oppure, secondo alcuni studi risalenti al 2006, una mappa astrologica di origine mesopotamica.

#### Sala dei Feudi

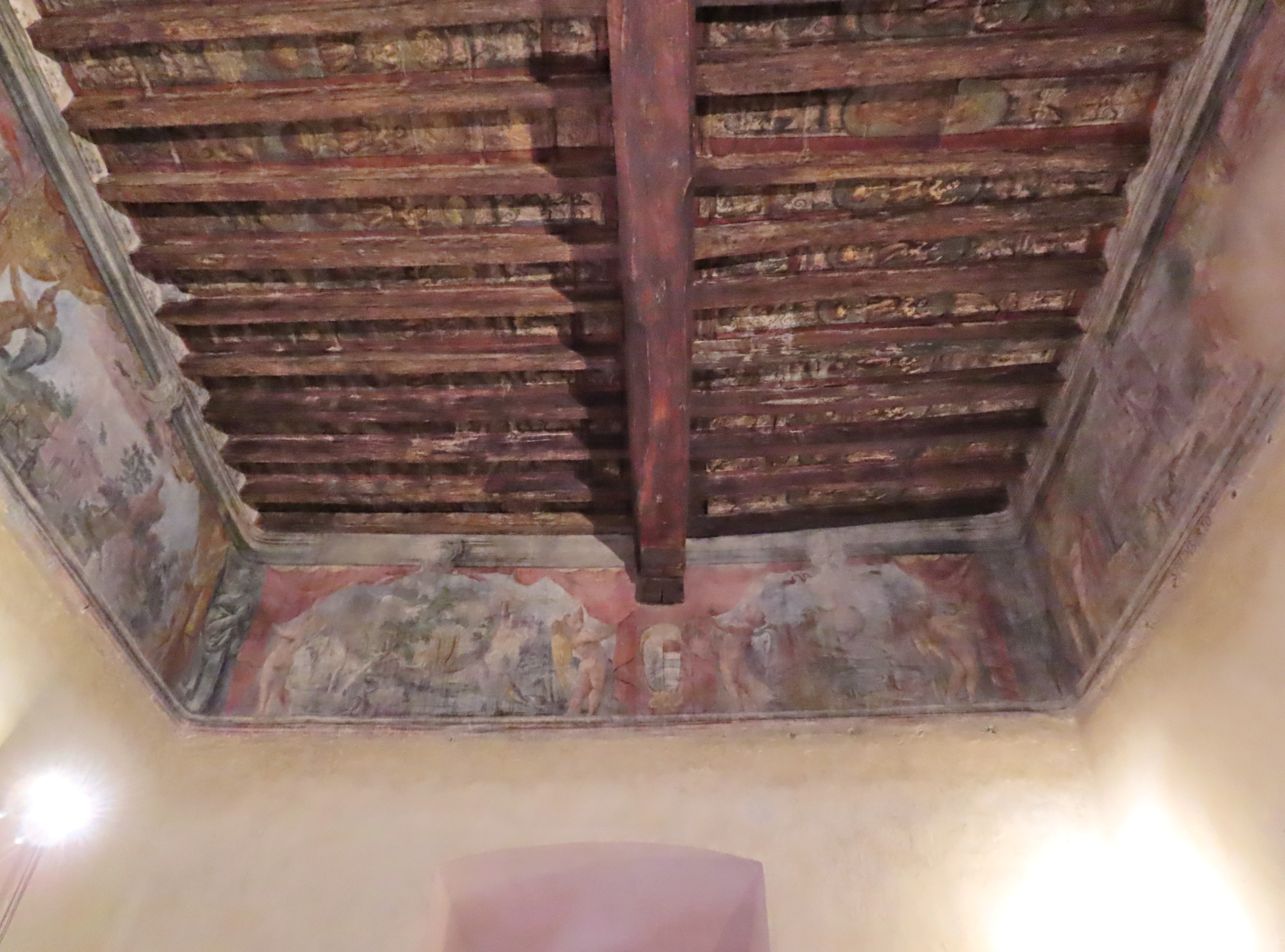
Soffitto della sala dei Feudi

L'ambiente del piano terreno, come le due sale adiacenti, presenta un rimarchevole soffitto a travetti lignei dipinti con sottostante fregio affrescato; i decori, oggi parzialmente danneggiati, furono realizzati nel XVII secolo da un ignoto autore emiliano su commissione dei Rangoni.
Le raffigurazioni parietali rappresentano una serie di viste dei borghi fortificati e dei castelli allora appartenenti alla nobile famiglia modenese, intervallate da coppie di putti e cariatidi che sostengono drappi e stemmi ecclesiastici di importanti membri della casata.

#### Sala dei Paesaggi

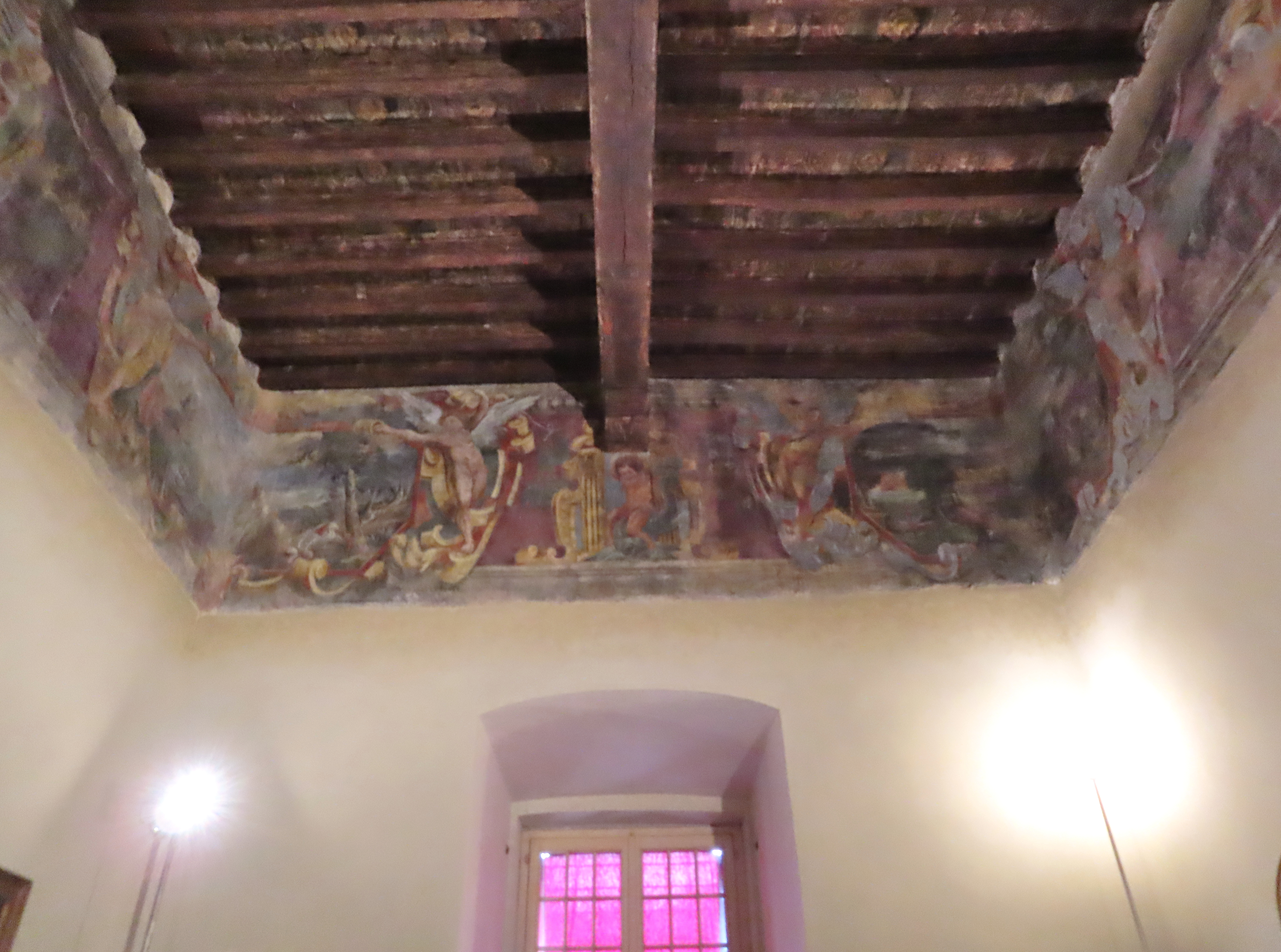
Soffitto della sala dei Paesaggi

L'ambiente, similare al precedente, presenta anch'esso un soffitto a travetti dipinti con fregio perimetrale, ma è differente il tema delle raffigurazioni: vi sono infatti rappresentati paesaggi reali e fittizi, di terra e di mare, intervallati da angeli; inoltre, sulle due pareti più corte sono visibili, quasi a sostegno delle travi, immagini di putti chini, mentre sui lati lunghi sono distinguibili gli stemmi dei Rangoni Farnese.
Arricchiscono la sala alcune pregevoli tele aggiunte dagli ultimi proprietari, tra cui il ritratto del duca Antonio Farnese, di Ilario Spolverini, e quelli del re Filippo V di Borbone, di sua moglie Elisabetta Farnese e di Maria d'Aviz.

#### Sala delle Allegorie o dei Quattro Elementi

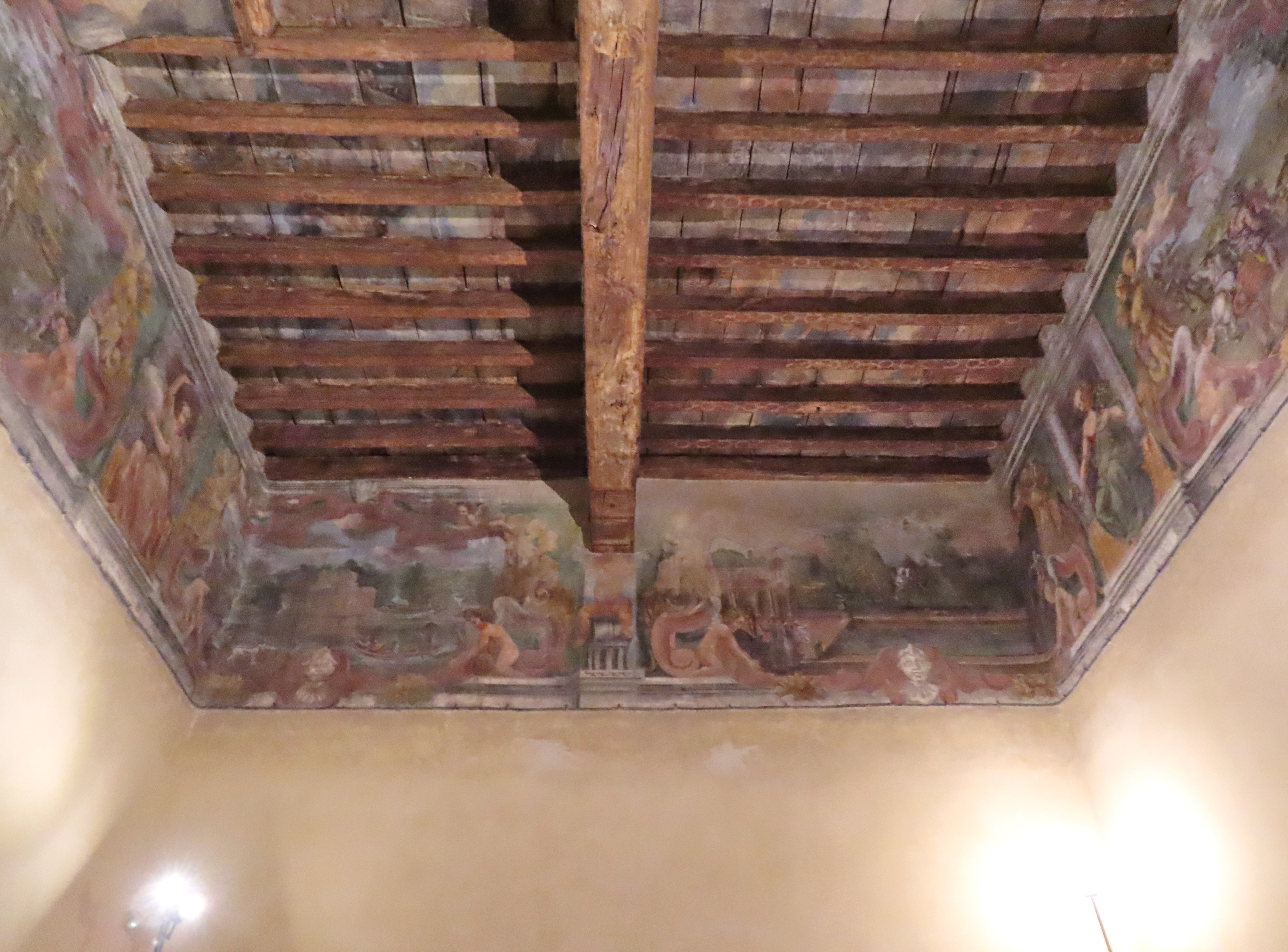
Soffitto della sala dei Quattro Elementi

Il terzo ambiente del lato sud, in analogia con gli altri, presenta un soffitto a travetti decorati ed un fregio parietale affrescato, con viste di paesaggi reali ed immaginari e scene di caccia; spiccano inoltre le raffigurazioni allegoriche dei quattro elementi: Terra, Acqua, Aria e Fuoco; infine, all'interno di un riquadro del soffitto si distingue l'allegoria della Fama, che sostiene lo stemma dei Rangoni.
Arricchiscono la sala altre tele di pregio, tra cui il ritratto di Margherita d'Austria, della scuola di Ilario Spolverini, e quelli di Margherita de' Medici, di Margherita Violante di Savoia e di Enrichetta d'Este.

#### Sala Rangoni

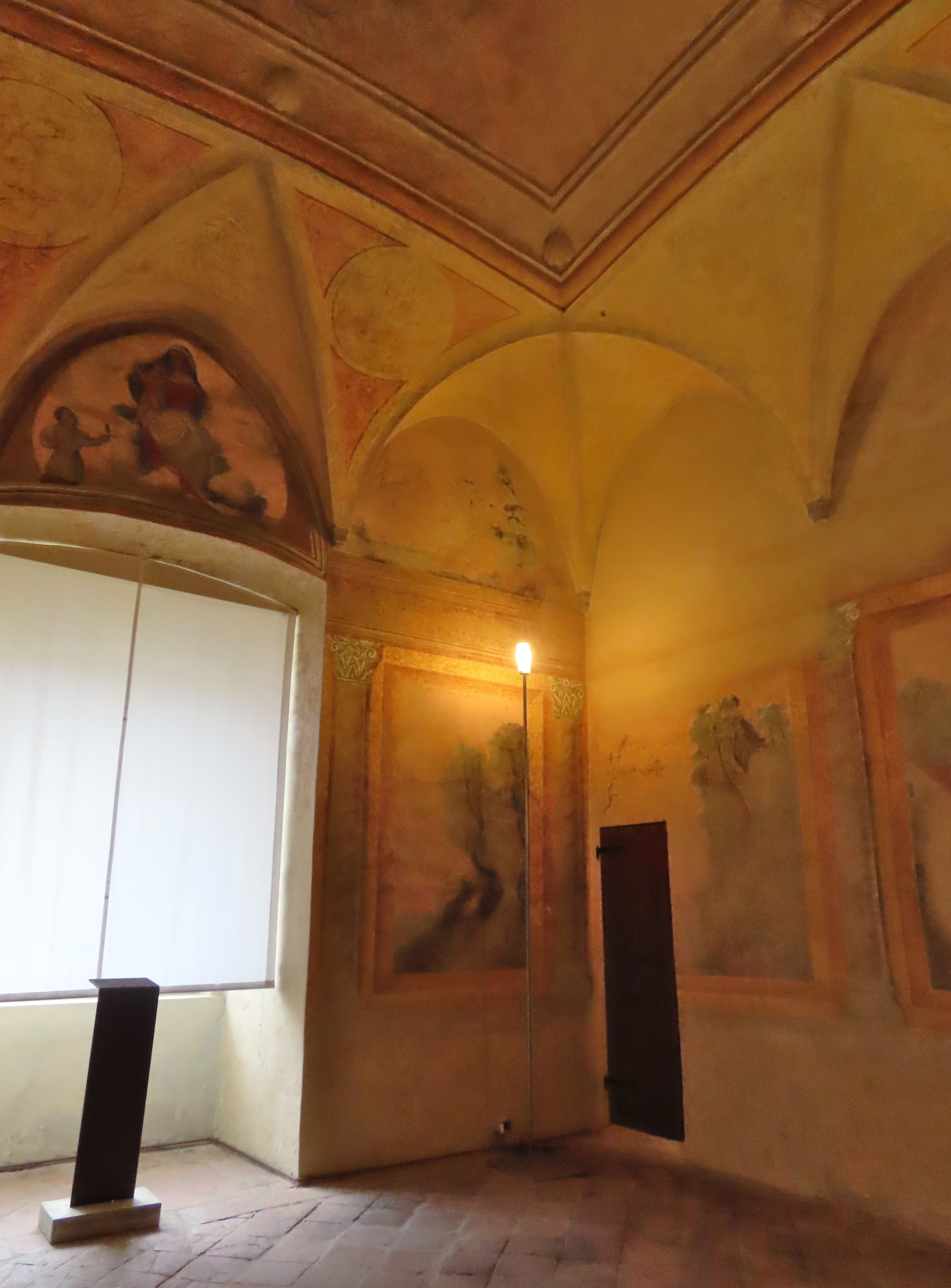
Sala Rangoni

Nell'angolo nord-ovest del castello, al livello terreno, è posizionata la Sala Rangoni, decorata sulle pareti e sul soffitto con stucchi di conchiglie ed affreschi di paesaggi risalenti al XVI e XVII secolo; fra le lunette sottese dalla volta, risulta di pregio quella posizionata sopra all'ampia finestra, raffigurante la Madonna con Bambino e un piccolo offerente, realizzata probabilmente nella prima metà del XVI secolo da un autore ancora ignoto.

#### Sale del piano nobile

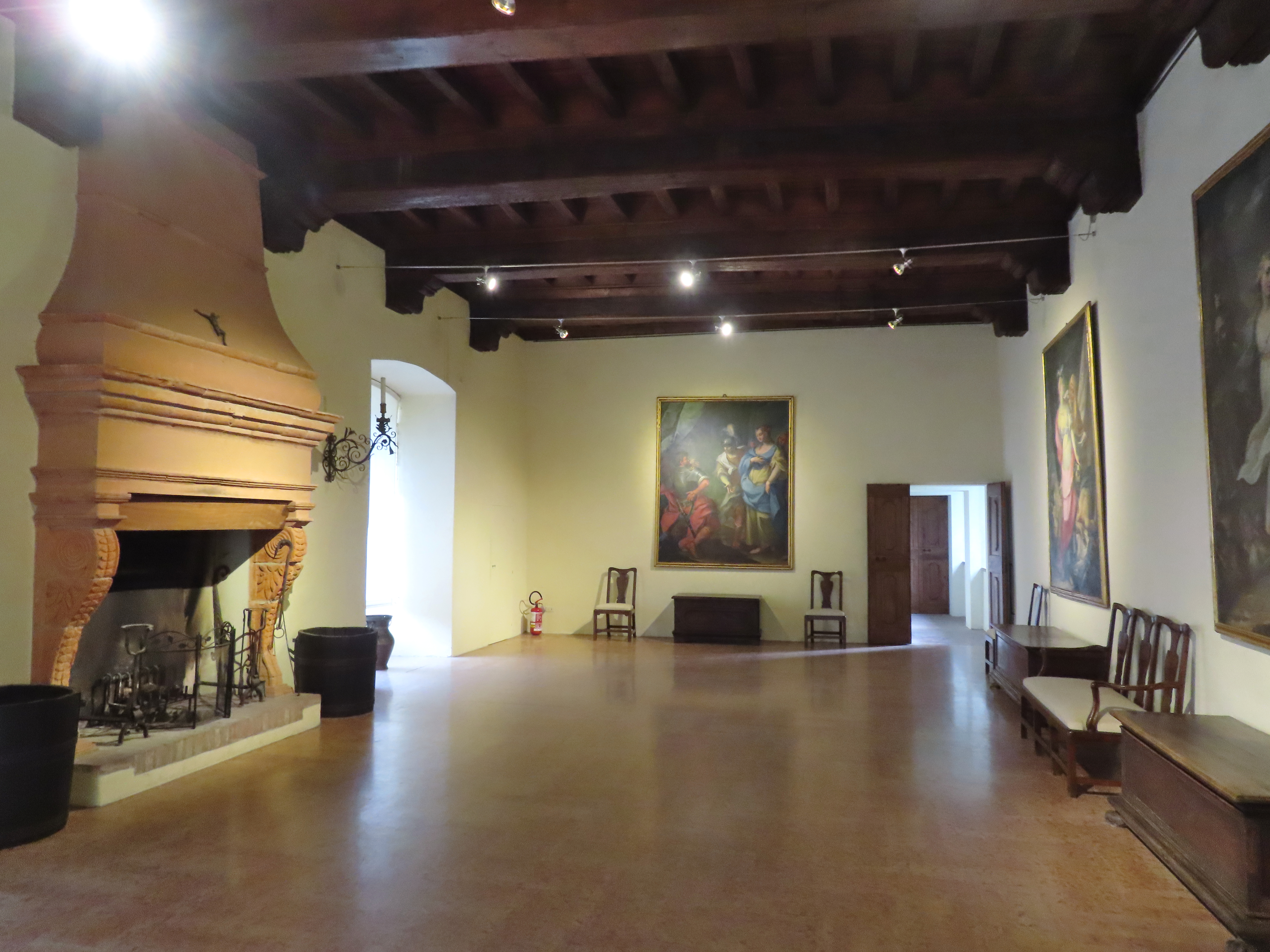
Salone del Camino del piano nobile

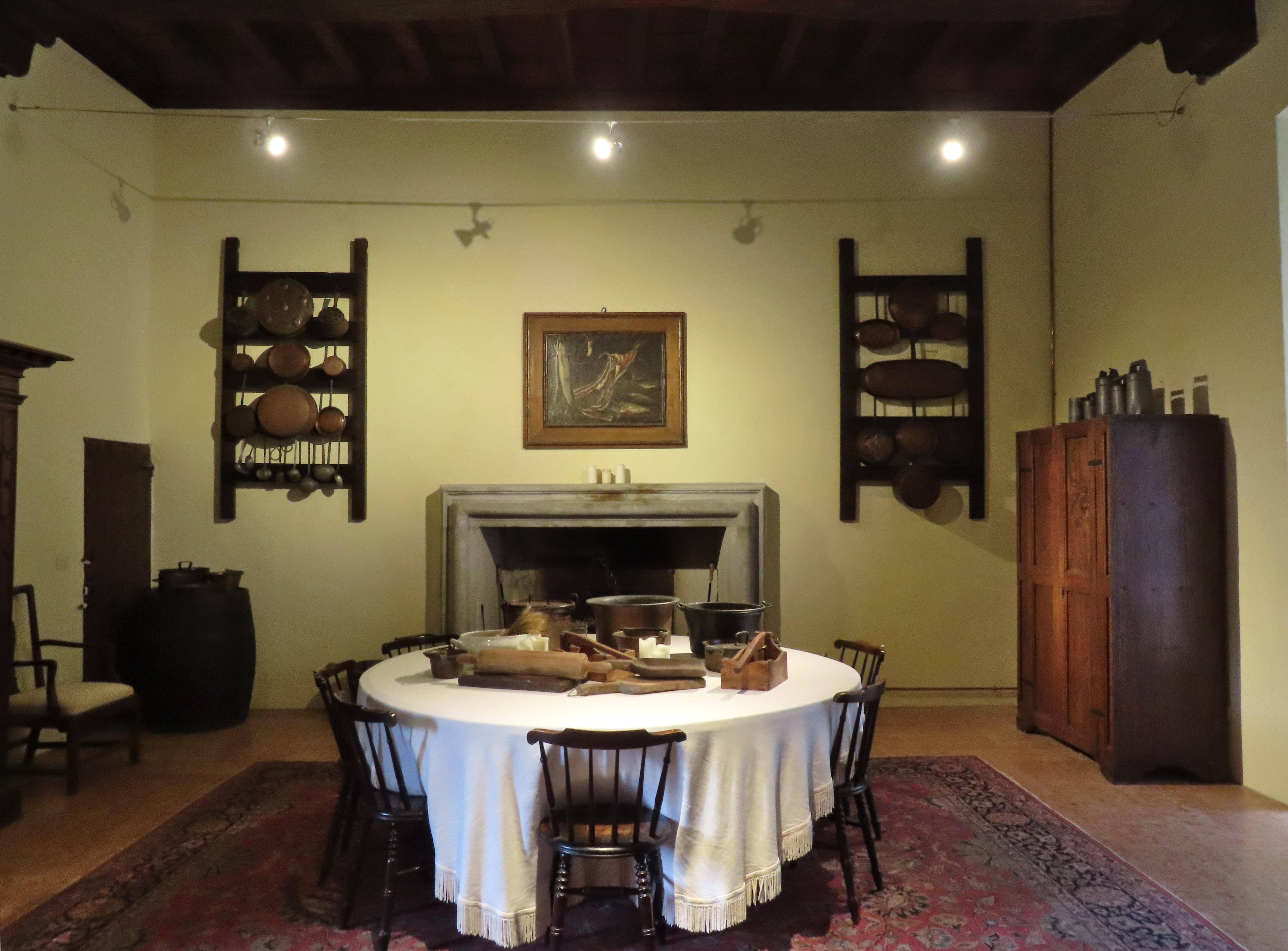
Quarta sala del piano nobile

Al piano nobile sono presenti quattro sale arredate con mobilio antico e soffitti a cassettoni lignei.
Il Salone del Camino, adibito originariamente a teatrino di corte, è dominato da un grande camino in terracotta; alle pareti sono collocate tre grandi tele realizzate agli inizi del XVIII secolo probabilmente da Stefano Maria Legnani, che raffigurano Giuditta festeggiata dal popolo di Betulia, Giuditta presentata ad Oloferne e Giuditta che mozza la testa di Oloferne.
Un altro ambiente presenta un soffitto a travetti lignei dipinti, realizzato fra il XVI ed il XVII secolo, mentre nella sala estrema è posizionata una collezione di antichi utensili in rame.

### Cantine
Gli ampi locali interrati coperti da volte a crociera erano in origine in parte destinati a scuderie. Oggi le cantine del mastio sono utilizzate per la stagionatura di culatelli ed altri salumi; la sala dei tini è invece occupata da due grandi fusti, mentre i sotterranei della rocca sono adibiti all'invecchiamento dell'aceto balsamico in botti di rovere, oltre che di distillati.

### Percorso di visita

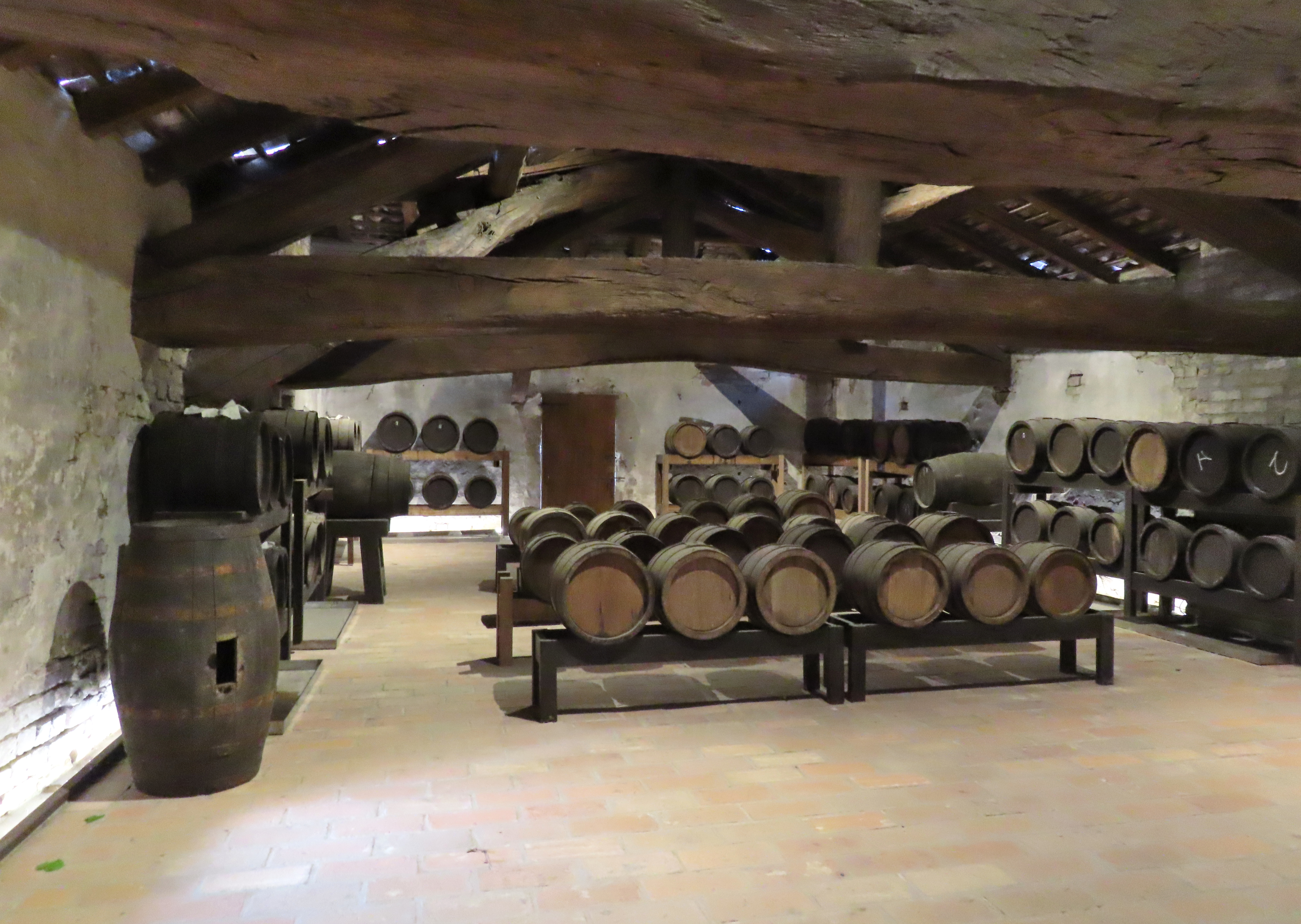
Acetaia

Il castello è aperto al pubblico dal 2003 e fa parte del circuito dei castelli dell'Associazione dei Castelli del Ducato di Parma, Piacenza e Pontremoli.
Risultano visitabili, oltre alla corte interna con il portico d'onore, la Sala di Griselda, la Sala dei Feudi, la Sala dei Paesaggi, la Sala dei Quattro Elementi, la cantina del mastio, la torre del mastio, la sala dei tini, la Sala Rangoni, le cantine sotterranee, la sala degustazione, il museo della distilleria ed infine quattro ambienti del piano nobile, tra cui il Salone del Camino.